# Beit Ras

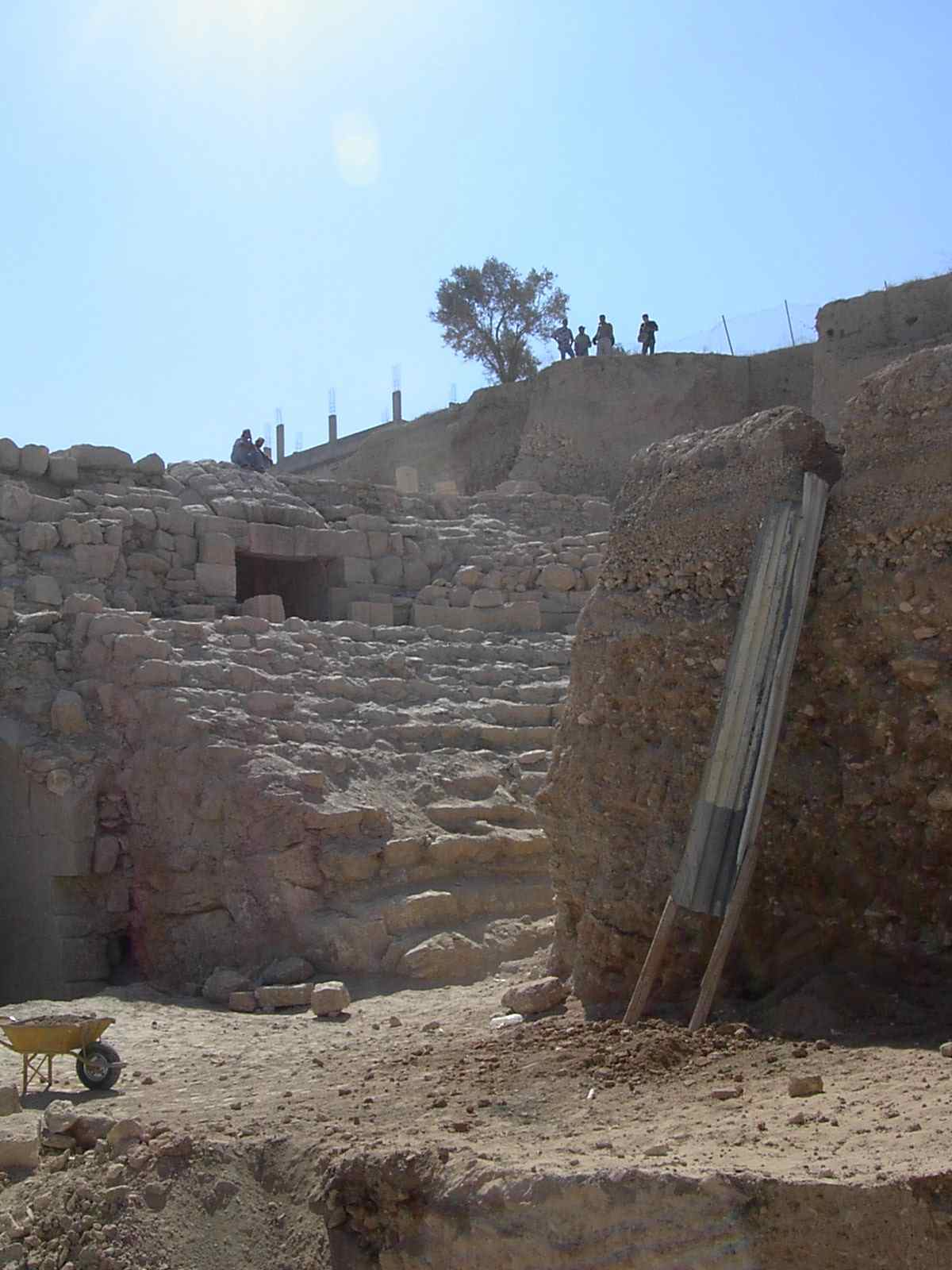
Ruine din Beit Ras, Iordania

Beit Ras ( casa de pe varf ) este un cartier aparținând orașului  Irbid din Iordania, vechiul Arabela numit și (Arus al Șamal) mireasa din Nord, fiind situat în zona de Nord a Iordaniei.
La Nord-Est de Irbid se găsește cartierul Beit Ras, vechiul Capitolias, regiunea biblică Galaad între râurile Arnon și Yarmuk.
Acest oraș avea trei porți, un zid de apărare înconjurător, drumuri de piatră, cisterne, zona de locuințe. În zona industrială producțiile de vin din Beit Ras erau apreciate în toată lumea romană, precum și producțiile de ceramică și de sticlă. 
Cercetările arată că Beit Ras fost un vast oraș roman, devenit apoi centru Bizantin, semnificativ în perioada Omeyyda (Lenzen și M.C Quitty 1985). Orașul roman Beit Ras (casa de pe vârf) a fost audit și a înflorit în perioada secolelor II si III d. Hr. Cu toate acestea, întemeierea orașului nu este menționată în niciun text. Ceramica găsită indica ocupația de olărit și datează din circa 100 î.Hr. din perioada elenistică târzie. În ruinele din perioada de ocupație romană au fost descoperite monede cu capul lui Jupiter, de asemenea ruine de crame, trunchiuri de viță de vie, care dovedesc că recoltele bogate de vin erau recunoscute în tot Imperiul Roman . Aici au fost găsite corporații geografice pentru studiul arhitecturii vernaculare care au fost împărțite în două modele: unități (încăpere cu patru pereți) și complexe (compuse din mai multe unități folosite împreună). 
Beit Ras din timpul ocupației romane și până în zilele noastre nu a fost niciodată abandonat de locuitori, iar acest lucru indică viața prosperă a regiunii nordice.

## Clima
Beit Ras este situat pe un deal înconjurat de văi pe toate cele patru laturi. Regiunea are o climă mediteraneeană, moderată iarna și caldă vara. Solul din zonă este fertil și propice cultivării, iar cultivarea măslinelor, strugurilor și a altora este răspândită în zonă.

## Turism și repere
1 Biserici.
2  Teatrul este imens și conține turnuri de fortificații care datează din timpul dinastiei Omayyade.
3 Înmormântări romane și bizantine care conțin fresce și mozaicuri.
4 Teascuri de struguri și măsline.
5 Se spune că casa șefului unei eparhii (episcop) datează din perioada bizantină.

## Biserici
Beit Ras a înflorit în perioada Imperiului Bizantin, care era reprezentat de consiliul bisericesc, preoții săi participând la acele consilii bisericești.
Din aceste biserici amintim:
- Biserica Atrouz

- Biserica de Nord

- Biserica de lângă moschee.[2]

## Teatru
Teatrul s-a remarcat prin arhitectura sa unică cu prezența turnurilor de fortificație, primele de acest fel din regiune, iar arta de a construi a venit odată cu arhitectura fațadei principale a clădirii (fațada nordică a teatrului), care cuprinde șapte porți, iar această poartă prezintă cel mai vechi element din epoca romană, care datează din secolul al II-lea d.Hr. Ulterior, s-a adăugat zidul de susținere care a fost construit în fața fațadei principale, adiacent acesteia, închizându-i complet intrările.
Acesta datează din perioada romană târzie, întrucât s-a păstrat o intrare în zidul de susținere paralelă cu intrarea principală și aceeași distanță cu o lățime de 2.10 metri, egală cu poarta fațadei principale și aceeași poartă centrală a teatrului. Sistemul de pivnițe a fost folosit în acoperiș, iar lemnul a fost inclus în procesul de construcție.
Principalele elemente arhitecturale ale teatrului sunt:
- Cabină de probă

- Platformă orchestră

- Pistă de decolare

- Pasajul

- Balconul superior

- Tunelul

## Cercetări
Din punct de vedere arheologic, până în anul 1960 au fost făcute multe studii și cercetări ,dar săpături nu sau putut face deoarece satul a fost locuit în permanență.

### Cercetările efectuate în orașul Irbid/ Arabela și în Beit Ras:
În 1983 C.J.Lenzen și MC Qutti au început cercetările în orașul Irbid/ Arabela și în Beit Ras. Cercetările din 1984/ 1985 au fost încurajate și făcute cu ajutorul Biroului Irbid al Departamentului de Antichități. Lucrările au fost analizate și clasificarea a fost făcută în urma fotocopiilor și a desenelor, descoperind 63 de locații în Beit Ras, Irbid, Kufur jayz , Samar Rousan, Harta, Al Mughayer.
Beit Ras este o zonă cu trenuri agricole plate, fertile care sunt cultivate (iar în această zonă apa provine în special din precipitații), astfel agricultorii au deteriorat zona arheologică. În urma cercetărilor s-a dovedit că multe dintre ruine sunt vizibile la suprafață în toată această zonă cât și în satele apropiate. Multe dintre vestigii nu s-au păstrat datorită faptului că de-a lungul timpului s-a construit în premanență. De asemenea, noile construcții moderne s-au aflat în plină dezvoltare deasupra zonelor arheologice.
În Beit Ras au fost descoperite mai multe construcții arheologice printre care ruine ale unor locuințe, care au fost împărțite în două grupe: unități și complexe. O unitate este o structură cu patru pereți, iar un complex are mai multe unități care sunt folosite împreună, având dormitoare, salon de zi, bucătărie, cameră de musafiri și dependențe pentru animale. În zona de Sud-Vest au fost descoperiți bolovani de bazalt care proveneau din vechile construcții, fiind și o zonă de împrăștiere a cioburilor și a bucăților de ceramică romană vizibile cu ochiul liber. 
În fundațiile caselor moderne din Irbid (case din zona centrului vechi) și din Beit Ras au fost descoperite bolovani de bazalt, care posibil au provenit din vechiul zid de apărare. În zonă au fost descoperite complexele de locuințe, patru complexe și o singură clădire; s-a descoperit că olăritul era ocupația de bază în partea de Nord-Vest a orașului antic, unde există ruine romane, printre care un templu în Vest și Sud de Beit Ras, ruine ale unor rezervoare de apă, o cisternă și o fântână. Tot în Nord-Vest au fost găsite cioburi pe bază de calcar, s-a descoperit și o stradă secundară care duce în satul vecin, Kufr Jayez.
Orașul Irbid este așezat în jurul dealului Tall (la o altitudine de 300/400 m), iar aici au fost găsite vestigii arheologice din 4200 î.Hr. Ruinele caselor găsite arată că erau boltite și sprijinite pe grinzi.Tot pe dealul Tell, lângă Școala de Meserii, au fost descoperite patru sarcofage de bazalt și o parte dintr-o coloană de calcar (toate identificate cu teste radio carbon). Sarcofagele datează din 150/250 d.Hr. și sunt similare cu cele din orașul Jedara, Um Qais, satul Ham. În jurul dealului Tall au mai fost descoperite vestigii care datează din perioada mamelucilor (1300iHr până la 1000 î.Hr.) și ceramică datând din 800 î.Hr.

#### Ham
În satul Ham la Sud-Vest de Irbid sat așezat pe două dealuri (400m) în Vest și Est. În cel de Est s-a dezvoltat zona modernă peste locația ocupației antice timpurii, iar pe cel din Vest zona de locuințe modernă a fost construită peste cea tradițională și cea a ocupației antice târzii. Tot aici au fost găsite cisterne, deoarece nefiind râuri, singura sursă de apă era cea depozitată. A mai fost găsită ceramică datând din circa 3300 î.Hr. până la 800 î.Hr.

#### Sarma Rousan
În satul Samar Rousan (altitudine de 460m), a fost descoperit un complex de case din piatră cu acoperișuri sprijinite pe arcade, și drumuri de legătură. Tot aici a fost descoperită o casă cu două etaje și veranda cu tavan pictat, care din relatările locuitorilor, a aparținut unui guvernator din timpul Imperiului Otoman.
În satul Bishra (altitudine 540m), aflat la Sud de Irbid, în timpul modernizării drumurilor  dintre Bishra și satul Shajara în 1984 s-au descoperit  brățări din sticlă colorată și ceramică din perioada mamelucilor.

#### Sal
În Satul Sal (560m altitudine)  s-au descoperit ziduri de fortificație din perioada romană.
În toate aceste zone din jurul Orașului Irbid există vaste vestigii arheologice din timpul grecilor și  romanilor , și până în perioada Imperiului Otoman, vestigii antice care sunt la suprafață vizibile cu ochiul liber.  
Toate săpăturile și cercetările au fost făcute sub conducerea lui C.J.Lenzen și a Institutului de Arheologie și Antopologie al Universității Yarmouk.